# Sven Engesser
Sven Engesser (* 1979 in Karlsruhe) ist ein deutscher Kommunikationswissenschaftler und Hochschullehrer mit den Forschungsschwerpunkten Wissenschaftskommunikation (insbesondere Klimakommunikation, Kommunikation über Antibiotikum-Resistenz), Technikkommunikation (insbesondere Kommunikation im Internet der Dinge) und Risikokommunikation (insbesondere Populismus in den Medien, Medien und soziale Risiken). Seit 1. Oktober 2017 ist er Professor an der Technischen Universität Dresden.

## Leben
Engesser studierte Publizistik- und Kommunikationswissenschaft, Filmwissenschaft und Theaterwissenschaft an der Freien Universität Berlin und promovierte an der Ludwig-Maximilians-Universität München über die Qualität des partizipativen Journalismus im Web. In der Folge war er Oberassistent an der Universität Zürich. Dabei wirkte er am National Center of Competence in Research zum Thema „Challenges to Democracy in the 21st Century“ der Schweizerischen Nationalfonds mit und war Mitglied der COST-Aktion (European Cooperation in Science and Technology), wo er zum Thema „Populist Political Communication in Europe“ forschte.
Zum 1. Oktober 2017 wurde er Nachfolger des 2015 verstorbenen Wolfgang Donsbach als Inhaber der Professur I am Institut für Kommunikationswissenschaft der Technischen Universität Dresden. Die Professur wurde dabei zur Professur für Wissenschafts- und Technikkommunikation umgewidmet.
Engesser hat drei Kinder.

## Mitgliedschaften
- seit 2017: Zentrum für Interdisziplinäre Technikforschung an der Technischen Universität Dresden
- seit 2018: Boysen-TU-Dresden-Graduiertenkolleg

## Schriften (Auswahl)
- Kisha-Club-System: Vergleich der Arbeitsbedingungen von Auslandskorrespondenten in Japan und Deutschland. Deutscher Universitäts-Verlag, Wiesbaden 2007, ISBN 978-3-8350-6060-9.
- Die Qualität des Partizipativen Journalismus im Web : Bausteine für ein integratives theoretisches Konzept und eine explanative empirische Analyse. (Dissertation) Springer VS, Wiesbaden 2011, ISBN 978-3-658-00583-2.